# Natalbany

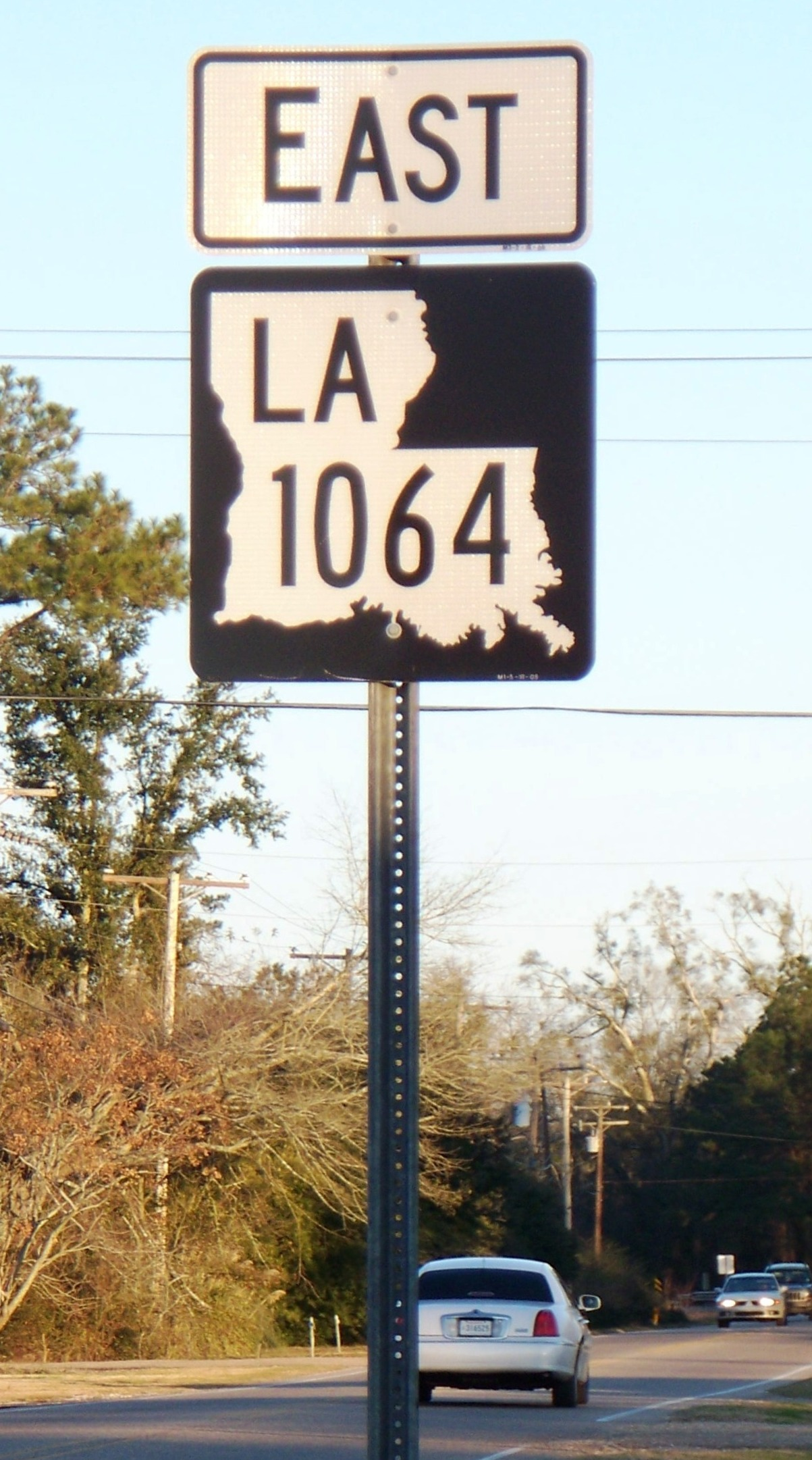
Highway-Schild 1064 vom Zentrum von Natalbany aus gesehen

Natalbany ist ein Census-designated place (ein zu Statistikzwecken definiertes Siedlungsgebiet)  im Tangipahoa Parish im US-amerikanischen Bundesstaat Louisiana. Die Siedlung hat 1.739 Einwohner (Stand: 2000) und eine Fläche von 11,7 Quadratkilometern.
Natalbany liegt 5 Kilometer nordwestlich von Hammond und 13 Kilometer nordwestlich von Ponchatoula.